# Charlie 3
 (juin 2018).
Pour les articles homonymes, voir Charlie.
Charlie 3 est un groupe de rock argentin, originaire de Villa Devoto. Formé en 1995, le groupe joue un style musical mêlant punk rock, skate punk, et rock mélodique à du pop rock. Il est initialement appelé Charlie Brown, avant de se rebaptiser Charlie 3 en 2002.

## Biographie

### Charlie Brown
Le groupe est formé en 1995 sous le nom de Charlie Brown. Ils enregistrent un an plus tard, un EP de quatre chansons, appelé Simple #1. Ils enregistrent leur premier album studio, en 1997, intitulé Three ; premier album qui combine des mélodies de punk hardcore et punk rock, accompagnées de paroles positives. Le nom du groupe s'inspire des skateurs de leur ville natale, Villa Devoto. Le trio était lié au skateboard et au mouvement punk californien : « c'était la base de notre amitié. Nous étions un grand groupe de skateurs, et nous avons changé de mouvement, mais nous n'avons jamais quitté les planches », explique  Esteban Zunzunegui en 2006.
En 1999, ils sortent leur deuxième production intitulée My Own Garden. Un an plus tard, le groupe est convoqué par le bassiste et ancien membre de Soda Stereo, Zeta Bossio, pour intégrer une compilation éditée par le label Sony Music. En 2001, ils sont choisis comme groupe de soutien pour le groupe américain Bad Religion lors de leur visite en Argentine. Au cours de ce processus, ils participent à de nombreux festivals rock tels que le Quilmes Rock, Pepsi Music, Gessell Rock, Vans Rock and Ramp, Resistance, et bien d'autres. En plus de partager la scène avec de nombreux groupes de renom comme Attaque 77, El Otro Yo, Cadena Perpetua, Los Violadores, Massacre, Carajo, et ANIMAL.

### Changement de nom
Après avoir tourné pendant trois ans avec le nom de Charlie Brown, dans la scène underground de Buenos Aires, et en chantant complètement en anglais ; en 2002, le groupe se rebaptise Charlie 3. La raison de cette décision de la part du groupe de changer le nom, était parce que ses membres voulaient chanter en espagnol. En parallèle, ils publient leur premier album en espagnol, Lucero, produit par Zeta Bossio et publié chez Alerta! Discos.

### Desamor
Ils publient un nouvel album intitulé Desamor en 2006, distribué par EMI. Le premier single s'intitule Como un viento qui les popularise en masse. Ils jouent au Mexique, et reçoivent un prix MTV en 2006, le meilleur groupe de rock indépendant d'Amérique latine, lors du gala organisé au Palacio de los Deportes.
En 2009, le groupe effectue la tournée Tour Not Dead visitant tous les quartiers de Buenos Aires et la capitale fédérale, présentant leur premier DVD intitulé Videos Not Dead

### Brilla Øscuro
En 2010, le groupe publie son cinquième album, intitulé Brilla Øscuro, qui fait participer María Fernanda Aldana (chanteuse et bassiste d'El Otro Yo) et coproduit par l'ingénieur Álvaro Villagra (producteur du groupe La Renga). Les chansons El Vidrio et Subir al cielo sont les plus populaires.
En 2013, le groupe sort un album intitulé Covers y Lados B, qui contient quatre titres, avec des reprises de leurs propres chansons. Le 28 mai 2016, le groupe célèbre les dix ans de l'album Desamor à La Sala, Av. Díaz Vélez 4820, C.A.B.A..

## Style musical
Musicalement, Charlie 3 s'inspire de groupes comme Green Day, Blink 182 et Radiohead. Il a également tendance à adopter des éléments de punk rock, et de rock alternatif des années 1990, accompagnés de paroles profondes qui traitent du social et de sujets personnels.

## Discographie

### Albums studio
- 1997 : Three (sous Charlie Brown)
- 1999 : My Own Garden (sous Charlie Brown)
- 2002 : Lucero (Alerta! Discos)
- 2006 : Desamor (EMI)
- 2010 : Brilla Øscuro (Del Abasto)

### EP
- 1996 : Simple #1 (sous Charlie Brown)

### Album hommage
- 2013 : Covers y Lados B

### DVD
- 2009 : Videos Not Dead

## Prix

### Prix MTV
| Année | Travail nommé | Catégorie                                             | Résultat |
| ----- | ------------- | ----------------------------------------------------- | -------- |
| 2006  | Desamor       | Meilleur groupe de rock indépendant d'Amérique latine | Lauréat  |